# Battaglia di Adrano
La battaglia di Adrano (da alcuni definita anche come battaglia di Adernò dall'antico nome della cittadina) fu una delle fasi dello sfondamento della "linea dell'Etna", ultimo attestamento di difesa della Sicilia invasa dagli Alleati, da parte delle forze dell'Asse, nel mese di agosto del 1943.

## Premesse
Adrano venne coinvolta a causa della sua importante posizione strategica di snodo viario che, tramite la strada statale 121 proveniente dall'entroterra siciliano poteva condurre a Catania, via Biancavilla e Paternò e a Messina via Randazzo. La sua posizione dominante sul fianco del vulcano a margine di un profondo crepaccio ne faceva una fortezza naturale. Adrano faceva parte della linea difensiva italo-tedesca, denominata “Linea dell'Etna” o "Caronia", che partendo dal mar Tirreno, passava per San Fratello, Troina arrivando ad Acireale. Prima di essa era stata organizzata la linea difensiva principale, Santo Stefano di Camastra - Nicosia - Leonforte - Primosole. La linea principale e la Linea dell'Etna erano collegate dalla statale 121 che attraversava i paesi di Leonforte, Nissoria, Agira, Regalbuto, Centuripe e Adrano; era il tratto di strada il cui controllo era essenziale per l'esito stesso della battaglia di Sicilia.
In senso lato i combattimenti per la conquista di Adrano erano iniziati il 22 Luglio con la caduta di Leonforte. Gli scontri furono sanguinosi per ambedue gli eserciti contrapposti lasciando sul campo numerosi morti. La superiorità numerica e di armamenti pesò notevolmente in favore dell'esercito britannico: l'aviazione sganciò numerose bombe che demolirono gran parte delle abitazioni dei paesi coinvolti.

## Svolgimento
La battaglia per la conquista di Adrano iniziò dopo che i britannici ebbero espugnato il paese di Centuripe e i canadesi ebbero occupato i monti Revisotto e Seggio e il villaggio di Carcaci, ubicati nella sponda occidentale del fiume Simeto. 
I tedeschi, dopo aver abbandonato Centuripe, si attestarono oltre il fiume Salso.
Adrano fu bombardata dalle posizioni di attestamento e dagli aerei della NAAF (Northwest African Air Force), mentre la popolazione l'aveva da tempo abbandonato, rifugiandosi nelle campagne circostanti.
Dal 25 luglio, giorno della destituzione di Mussolini, il generale tedesco Hans Valentin Hube aveva programmato l'evacuazione di tutto l'esercito italo-tedesco verso la penisola (Operazione Lehrgang), organizzando presidi di ritardo dell'avanzata delle truppe nemiche lungo il tragitto da Leonforte ad Adrano. 

Alle ore 4:00 del 7 agosto del 1943, ad Adrano arrivarono i soldati britannici provenienti dalla valle del fiume Simeto, trovando il paese disabitato e distrutto dalle bombe ma non subirono alcuna opposizione organizzata, tranne gli spari di qualche cecchino. Le truppe italo-tedesche l'avevano abbandonato per raggiungere e attraversare lo Stretto di Messina.
La battaglia per espugnare Adrano durò dal 5 al 6 agosto e si contrapposero, da valle, l'esercito “alleato” composto della British 78th Division e della 1th Infantry Canadian Division, da monte quello della divisione tedesca Hermann Göring. Circa cento civili persero la vita suddivisi in numero a metà tra quelli che rimasero in paese e quelli che sfollarono.

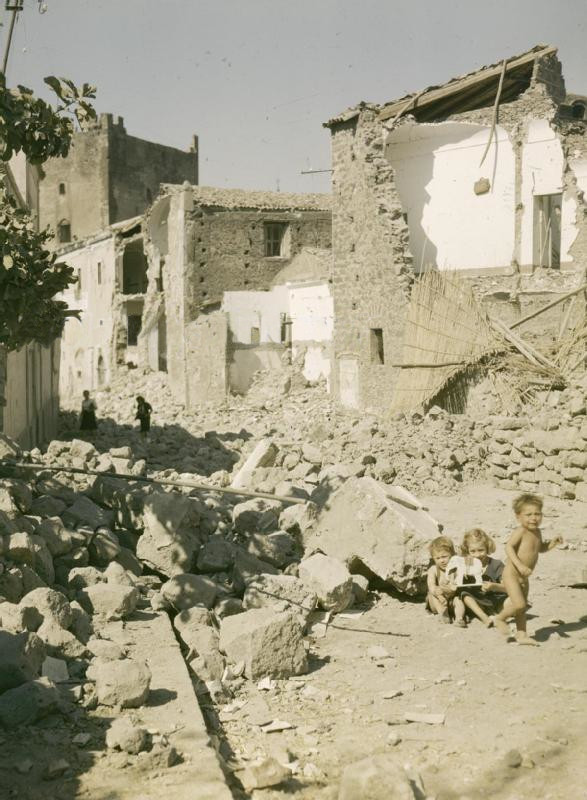
Adrano bombardata. Sullo sfondo il castello normanno.